# Narušení
Narušení (v anglickém originále Girl, Interrupted) je americké životopisné drama podle pamětí Susanny Kaysenové. Režie se ujal James Mangold. V hlavních rolích s Winonou Ryder, Angelinou Jolie, Cleou DuVall, Brittany Murphyovou, Elisabeth Mossovou, Jaredem Letem, Angelou Bettis, Jeffreyem Tamborem, Vanessou Redgraveovou a Whoopi Goldbergovou sleduje film mladou ženu, která po pokusu o sebevraždu stráví 18 měsíců v psychiatrické léčebně. 
Premiéra filmu v USA se konala 21. prosince 1999, ohlasy od kritiků byly smíšené, ale hereckým výkonům Ryder, Jolie a Murphyové se dostalo chvály. Jolie za svou roli obdržela Cenu Akademie (Oscara), Zlatý glóbus za nejlepší ženský herecký výkon ve vedlejší roli a cenu Screen Actors Guild Award.

## Děj
V roce 1967 se v Nové Anglii osmnáctiletá Susanna Kaysenová nervově zhroutí a předávkuje se aspirinem a alkoholem. Proti své vůli je hospitalizována v Claymoore, místní psychiatrické léčebně. Susanna je na psychiatrickém oddělení umístěna do pokoje, který sdílí s Georginou Tuskinovou, patologickou lhářkou. Později se seznámí i se schizofreničkou Polly „Torch“ Clarkovou, Cynthií Crowleyovou, která trpí těžkými depresemi, Daisy Randoneovou, která si ubližuje a má obsedantně-kompulzivní poruchu a anorektičkou Janet Webberovou. Susanna se obzvláště sblíží se sociopatkou Lisou Roweovou, která je vzpurná, ale charismatická a Susannu povzbuzuje, aby přestala brát léky a odmítala terapii.
Lisa pomáhá dívkám se v noci plížit v podzemních tunelech nemocnice a neustále provokuje je i personál, včetně přísné vrchní sestry Valerie Owensové. Prostřednictvím pravidelných terapeutických sezení s doktorem Melvinem Pottsem se Susanna dozví, že trpí hraniční poruchou osobnosti. Dívky o něco později na oslavu Daisyiného blížícího se propuštění navštíví zmrzlinárnu. Susanna je konfrontována Barbarou Gilcrestovou, manželkou instruktora angličtiny, se kterým měla Susanna poměr, a jejich dcerou Bonnie. Barbara jí začne spílat za to, že spala s jejím manželem, Lisa se Susanny zastane a začne se Barbaře posmívat. Ostatní dívky se přidají a Barbara i s dcerou poníženě odejde. Po této události si Susanna Lisu ještě více oblíbí.
Kromě aféry s Gilcrestem měla Susanna vztah s Tobym Clarkem, mladým mužem, který má být odveden do války ve Vietnamu. Navštíví Susannu a přemlouvá ji, aby s ním utekla do Kanady. Susanna váha, vysvětluje Tobymu, že si v Claymoore našla přátele a nakonec jeho nabídku odmítá. Téže noci se Polly zhroutí a je umístěna do izolace. Susanna a Lisa omámí hlídající sestru sedativem a snaží se Polly utěšit zpěvem. Když Valerie ráno najde obě spát na chodbě, potrestá je, zejména Lisu, která je podrobena elektrošokům a následně umístěna na samotku.
Později té noci se Lisa přesvědčí Susannu, aby s ní z Claymoore utekla. Dostanou se do Daisyina nově pronajatého bytu, který jí poskytl její otec, a výměnou za Valium dívkám Daisy poskytne přístřeší. Daisy trvá na tom, že se ze své nemoci vyléčila, ovšem Lisa zjistí, že se Daisy řeže. Začne se Daisy posmívat a obviňovat ji, že si užívá sexuální zneužívání, které dlouhodobě trpí od svého otce. Následujícího rána najde Susanna Daisy mrtvou v její koupelně, podřezala si tepny a oběsila se. Susanna je zděšena, a když Lisa prohledává Daisyin pokoj a hledá peníze, Susanna si uvědomuje, že nechce být jako ona, a tak zavolá sanitku, vezme s sebou Daisyinu kočku a vrátí se do Claymoore, zatímco Lisa prchá na Floridu.
Po návratu do nemocnice se Susanna věnuje malování a psaní a dochází na terapii, včetně pravidelných sezení s hlavní nemocniční psycholožkou dr. Soniou Wickovou. Než je Susanna propuštěna, je Lisa chycena a vrácena do Claymoore. Jedné noci ukradne Lisa Susannin deník a v tunelech přečte Georgině a Polly některé části ve snaze je obrátit proti Susanně. Poté, co si Lisa přečte zápis, ve kterém Susanna píše že s ní cítí soucit, napadne ji. Rozzuřená Susanna se Lise postaví a kritizuje ji za její bezcitné chování, a obviňuje ji že se bojí světa. Lisa se ve vzteku chce spáchat sebevraždu, ale Georgině se ji podaří odradit. Než je Susanna následující den propuštěna, jde navštívit Lisu, která je nyní na samotce upoutána na lůžko. Obě se usmíří a Lisa Susannu ujistí, že ve skutečnosti není bezcitná. Rozejdou se v dobrém a Susanna se se všemi loučí, omlouvá se Georgině a Polly za to, co o nich napsala ve svém deníku, přičemž obě omluvu přijímají.

## Obsazení
- Winona Ryder jako Susanna Kaysenová, hlavní postava, v osmnácti letech je hospitalizována v Claymoore.Je diagnostikována s hraniční poruchou osobnosti.
- Angelina Jolie jako Lisa Roweová, diagnostikovaná jako sociopatka. Charismatická, manipulativní a vzpurná, v Claymoore je od dvanácti let a během osmi let, které tam strávila, několikrát utekla, ale vždy je nakonec dopadena a přivedena zpět.
- Clea DuVall jako Georgina Tuskinová, patologická lhářka, Susannina spolubydlící a její blízká přítelkyně.
- Brittany Murphyová jako Daisy Randonová, sexuálně zneužívaná osmnáctiletá dívka trpící obsedantně-kompulzivní poruchou, bulimií a se sklony k sebepoškozování.
- Elisabeth Mossová jako Polly „Torch“ Clarková, oběť požáru, která trpí schizofrenií. Je jí šestnáct let, chová se jako dítě a snadno se rozčílí.
- Jared Leto jako Tobias Jacobs, Susannin bývalý přítel, který plánuje uprchnout do Kanady poté, co zjistí, že má být odveden do armády.
- Jeffrey Tambor jako dr. Melvin Potts
- Travis Fine jako John, sanitář s náklonností k Susanně
- Jillian Armenante jako Cynthia Crowleyová, trpící těžkými depresemi. Je jí dvacet dva let.
- Angela Bettis jako Janet Webberová, anorektička. Snadno se rozčílí. Je jí dvacet let.
- Vanessa Redgraveová jako dr. Sonia Wicková, vedoucí psycholožka nemocnice
- Whoopi Goldbergová jako Valerie Owensová, přísná, ale starostlivá vrchní sestra
- Bruce Altman jako profesor Gilchrest
- Mary Kay Place jako paní Gilchrestová
- Joanna Kerns jako Annette Kaysenová, Susannina matka
- Ray Baker jako Carl Kaysen, Susannin otec

## Produkce

### Vývoj
V červnu 1993 společnost Columbia Pictures bojovala s řadou dalších studií o koupi filmových práv k pamětem Susanny Kaysenové. Winona Ryder, která se také pokusila koupit filmová práva, se nakonec k práci na projektu spojila s producentem Douglasem Wickem. Film poté na pět let uvízl ve vývojové fázi, byly napsány tři různé scénáře, ale žádný z nich Ryder a Wicka neuspokojil. Uvedli, že kniha Girl, Interrupted se obtížně převádí do filmu. Ryder oslovila Jamese Mangolda s režií poté, co viděla jeho film Tlouštík. Ryder, Wick a Mangold se v polovině roku 1998 dohodli na finálním scénáři, přičemž společnost Columbia Records odložila natáčení filmu na začátek roku 1999.

### Casting
Vzhledem k množství ženských postav ve filmu se o role ucházela řada mladých hereček. Reese Witherspoonová, Christina Ricci, Katie Holmes, Gretchen Mol, Kate Hudson, Alicia Witt, Sarah Polley a Rose McGowan se všechny ucházely o blíže neurčené role. Mangold se také setkal s Courtney Love, aby prodiskutovali roli Lisy. Parker Poseyová odmítla roli Lisy.

### Natáčení

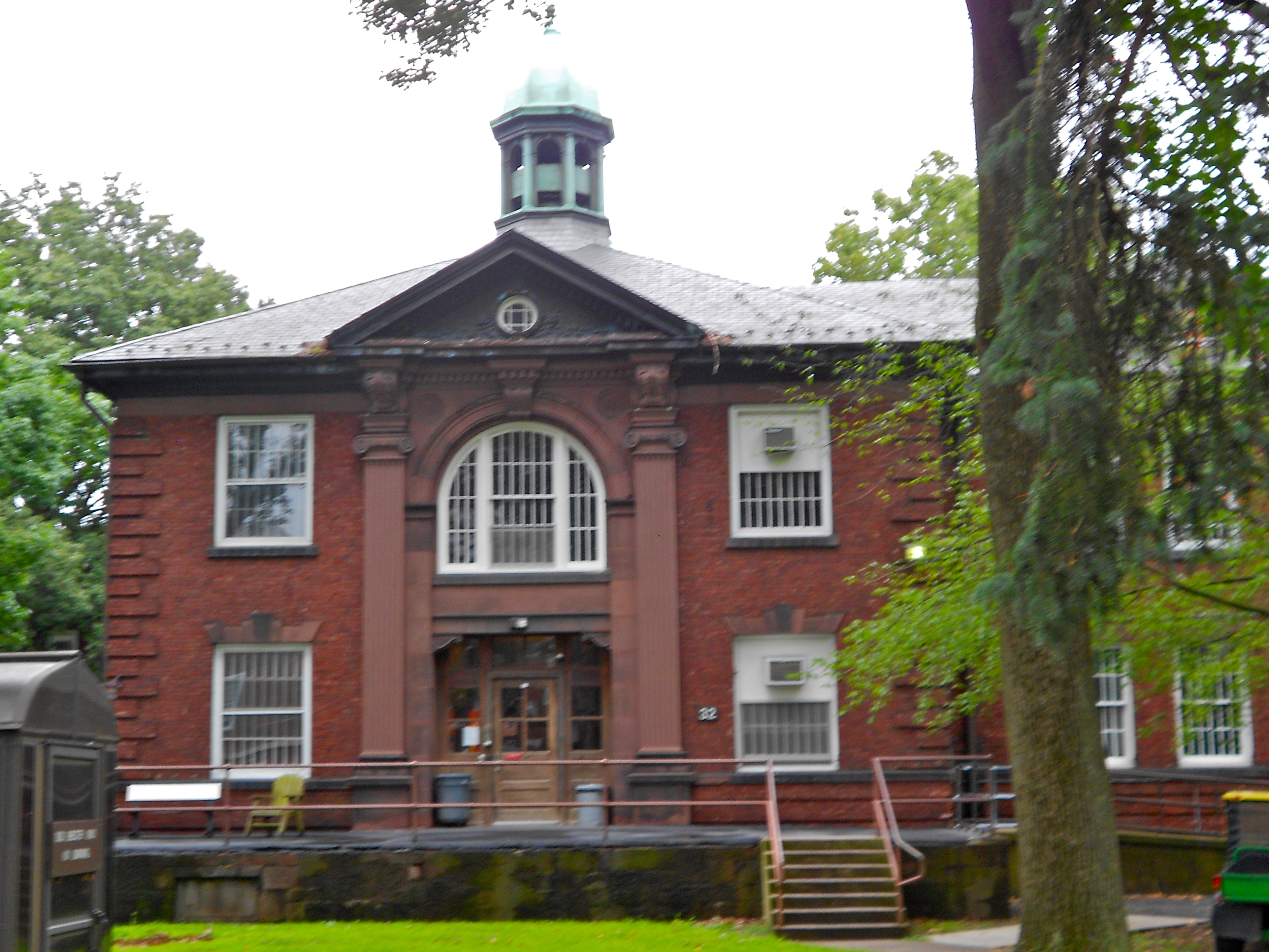
Nemocnice Harrisburg State Hospital

Natáčení probíhalo převážně v Mechanicsburgu v Pensylvánii a v nemocnici Harrisburg State Hospital v Harrisburgu v Pensylvánii začátkem roku 1999.

## Sountrack
Oficiální soundtrack k filmu byl vydán 18. ledna 2000.
| Pořadí | Název                        | Délka |
| ------ | ---------------------------- | ----- |
| 1.     | Downtown                     | 3:05  |
| 2.     | It's All Over Now, Baby Blue | 3:50  |
| 3.     | Got a Feelin                 | 2:44  |
| 4.     | Time Has Come Today          | 2:37  |
| 5.     | Comin' Back to Me            | 5:14  |
| 6.     | Angel of the Morning         | 3:19  |
| 7.     | Right Time                   | 4:45  |
| 8.     | How to Fight Loneliness      | 3:52  |
| 9.     | The Weight                   | 4:23  |
| 10.    | The End of the World         | 2:33  |